# 肖尼镇区 (俄亥俄州艾伦县)
肖尼镇区是美国俄亥俄州艾伦县的一个镇区 ，2010年美国人口普查时有12,433人居住在该镇区。
这是俄亥俄州唯一的一个肖尼镇区。

## 地理
肖尼镇区位于艾伦县南部，与以下镇区接壤：
- 美利坚镇区 - 北
- 巴斯镇区 - 北东北角
- 佩里镇区 - 东
- Duchouquet Township, Auglaize County - 南
- 奥格莱塞县洛根镇区 - 西南
- 阿曼达镇区 - 西北

利马的一部分位于肖尼镇区的内部，一个未建制社区[[肖尼堡 (俄亥俄州)|肖尼堡位于镇区东部。

## 政府
镇区有3人组成的理事会管理。理事会理事选举在奇数年11月举行，并在来年1月1日开始四年任期。两名理事的选举在总统选举后一年举行，另一名的选举在总统选举前一年举行。镇区财务官亦由选举产生，与一名镇区理事选举同时举行，不过在来年4月1日才开始四年任期。若财务官或理事职位有空缺，将由剩余理事填补。